# Лукас Сінклер
Лукас Чарльз Сінклер  – головний персонаж серіалу «Дивні дива» , якого зіграв Калеб Маклафлін. Він найкращий друг  Майка Вілера,  Дастіна Хендерсона,  Вілла Баєрса та  Одинадцяти . Він також є старшим братом  Еріки Сінклер і хлопцем Макс Мейфілд.

## Біографія
Коли найкращий друг Лукаса, Вілл Баєрс, таємничим чином зник, він та інші друзі, Майк і Дастін , взяли за мету знайти його. Однак, шукаючи Вілла, вони натрапили на загадкову дівчину на ім'я Одинадцять. Лукас підозрював поведінку та дії Одинадцятої, і вважав, що вона користується гостинністю Майка; він також сумнівався в надприродних обставинах, що стояли за зникненням Вілла. Між дітьми виник розрив, що спонукало Лукаса самостійно досліджувати Національну лабораторію Гокінса; однак це лише змусило його зрозуміти, що Одинадцять намагався захистити їх від загрози урядових агентів і небезпек, які ховалися в Лабораторії Гокінса. Лукас помирився з Одинадцятою, Майком і Дастіном і допоміг своїм друзям битися з Демогоргоном. Зрештою Лукас знову зустрівся з Віллом і відсвяткував Різдво зі своїми друзями.
У 1984 році він і його друзі зацікавилися Макс Мейфілд після її прибуття в Гокінс; однак група стала більше турбуватися про добробут Вілла після того, як він почав поводитися незвично. Під час розслідування вторгнення Навивороту до Гокінса Лукас і Макс зрештою розвинули почуття одне до одного, незважаючи на загрозливу поведінку зведеного брата Макс, Біллі . Зрештою, друзі зупинили Мозкожера, спаливши основну частину розуму вулика Навивороту.  Місяць потому Лукас разом зі своїми друзями відвідав « Сніжний Бал» Хокінса  та зав’язав романтичні стосунки з Макс.
До літа 1985 року вони пройшли через різні цикли побачень, розлучаючись і знову зустрічаючись; наприкінці червня Макс кинула Лукаса, щоб натомість тусуватися з Од. Пізніше група виявила, що Біллі та інші жителі Гокінса були одержимі втіленням Мозкожера, що спонукало Партію та їхніх союзників об’єднатися, щоб перемогти їх. Лукасу прийшла в голову ідея використати проти істоти феєрверки, які поранили звіра та відволікли його увагу на досить довгий час, щоб запобігти смерті Одинадцятої. Через три місяці Лукас попрощався з Віллом та Од, коли вони переїхали від Хокінса, і домовився з Дастіном передати свій набір Dungeons & Dragons молодшій сестрі Лукаса Еріці.
Навесні 1986 року Лукас приєднався до баскетбольної команди Hawkins High, і його насичений графік заважав йому проводити час у Hellfire Club, до великого розчарування його друзів Дастіна та Майка. Втомившись від знущань, Лукас сподівався, що приєднання до баскетбольної команди зробить його більш популярним. Його стосунки з Макс також розпалися через її соціальну відстороненість після смерті Біллі, через що Лукас хвилювався за неї, але вона відмовлялася відкриватися йому. Після загадкової смерті інших студентів Лукас повільно зрозумів, що спілкувався не з тими. Возз’єднавшись зі своїми друзями, Лукас дізнався , що за вбивства відповідальна сутність з Навивороту на ім’я Векна. Намагаючись зупинити монстра, Лукас потрапив у бійку з Джейсоном. Хоча він переміг останнього, Лукас був безсилий зупинити атаку Векни на Макс та катастрофічне відкриття чотирьох гігантських воріт, що сходяться в центрі Гокінса. Макс зрештою залишиться в комі. У наступні дні він буде поруч із нею у лікарні та читатиме їй книжки. Пізніше Лукас і Еріка зі страхом спостерігали, як спори Навивороту почали падати на Гокінс.

## Особистість
Лукас підтримував свою групу друзів. Його постійний реалістичний підхід, навіть у незбагненних ситуаціях, свідчив про те, що він дуже серйозно ставився до завдання знайти Вілла. Незважаючи на те, що Лукас інколи вдягав захисну оболонку, він був надзвичайно добродушним. У 1984 році Лукас став більш відкритим для інших. Він також вміє визнавати свої помилки і надолужувати їх. У 1986 році, коли Лукас навчався в середній школі, він хотів стати популярним через роки знущань і поводження з ним як ізгоя. Це бажання погіршило його стосунки з друзями. Лукас навіть намагався приховати свої ботанські звички від своїх товаришів по баскетбольній команді, щоб залишатися холоднокровним, про що він пошкодував, коли став свідком того, як його команда побила членів Corroded Coffin, щоб розкрити місцезнаходження Едді Мансона. Проте, незважаючи на відчуженість від своїх друзів, Лукас все ще був повністю відданий їм, оскільки він обдурив своїх товаришів по баскетбольній команді, щоб захистити їх.

## Навички
1. Вміння стріляти з рогатки: продемонстровано, що Лукас володіє високою влучністю під час використання своєї Wrist-Rocket у небезпечних ситуаціях. 
2. Спорт: під час приєднання до баскетбольної команди Лукас володів чудовими спортивними здібностями, які чудово допомагають не лише на полі, але й проти загрози чи ворогів.
3. Фізична швидкість: відтоді як він став спортсменом, його швидкість дозволяє йому рухатися з досягненнями вище середнього, оскільки йому вдається випередити команду після того.
4. Вправний рукопашний бій: хоча Лукас не володіє майстерними техніками бою, він здатний протистояти супротивникам за допомогою власних інстинктів у бою.

## Відносини з персонажами
1. Чарльз Сінклер
Завдяки тому, що його батько брав участь у війні у В’єтнамі, Лукас навчився від нього кільком прийомам поводження з військовим спорядженням, яке він часто брав із собою, щоб захиститися від будь-якої небезпеки. Лукас і його батько мають  близькі відносини.
2. Сью Сінклер
Було показано, що Лукас і його мати були дуже близькі, вона фотографувала його з нагоди Сніжного балу, а також попереджала його сестру, щоб вона не робила неприємних зауважень про нього.
3. Еріка Сінклер 
Сестра Лукаса Еріка була для нього джерелом роздратування, оскільки вона постійно дражнила кожен його вчинок. У 1985 році Лукас був шокований, побачивши Еріку в торговому центрі Starcourt Mall , коли вона прибула на допомогу Дастіну, і що вона допомогла йому знищити секретну російську базу, включаючи той факт, що Еріка знає все про Навиворіт і  монстрів. Через три місяці Лукас вирішив подарувати набір D&D від Party Еріці, що вона з радістю прийняла, натякаючи, що в майбутньому між ними встановляться кращі відносини. У 1986 році Лукас приєднався до баскетбольної команди Hawkins Tigers, щоб отримати хорошу репутацію серед однолітків, що суперечило його членству в Hellfire Club і викликало незадоволення його лідера Едді Мансона. Еріка погодилася на прохання Майка та Дастіна замінити місце її брата та зрештою виграла гру, так само як Лукас виграв гру на чемпіонаті. Згодом Еріка сказала своєму братові, що хоча він і «невдаха», вони все одно сім’я, і вона готова допомогти. Лукас і Еріка зіткнулися з параноїком Джейсоном Карвером і його товаришем по команді, які завадили їм врятувати Макс від нападу Векни на неї. Лукас, і Еріка стали свідками ранніх етапів вторгнення Навивороту і стурбовано дивилися одне на одного.
4. Майк Вілер
Лукас і Майк жили по сусідству все своє дитинство, швидко ставши кращими друзями. Однак ця дружба була випробувана після прибуття Одинадцяти. Майк співчував дівчині і вірив, що вона може допомогти знайти Вілла, тоді як Лукас підозрював, що вона маніпулювала ними. Вони почали час від часу сперечатися через їхні різні думки. Це навіть переросло в  бійку. Майк і Лукас деякий час були в поганих відносинах, відмовляючись вибачитися один перед одним. Однак, коли Лукас зрозумів, що Одинадцять лише намагається захистити їх, він вибачився та помирився з нею та Майком. У 1984 році, коли Майк хвилювався за Одинадцять, коли вона йшла з  Хоппером зачиняти Ворота, Лукас намагався зробити все можливе, щоб заспокоїти його. У 1985 році Майк і Лукас все ще залишалися близькими. Після того, як Одинадцять розлучилася з Майком, Лукас зробив усе можливе, щоб втішити друга. У 1986 році вони залишаються близькими друзями, але їм доводиться менше часу проводити разом, оскільки Лукас грає в баскетбольній команді. Повернувшись до Гокінса, Майк підтримав Лукаса, який сидів поруч з Макс в лікарні.
5. Дастін Хендерсон
Лукас і Дастін загалом добре ладнають; іноді вони були об’єднані у своїх сумнівах чи зневірі, коли стикалися з дивними подіями. Однак, завдяки тісній дружбі, вони не знаходять проблем у тому, щоб підтримати один одного. Коли Лукас і Дастін закохалися в Макс Мейфілд, вони почали змагатися за її прихильність. Однак зрештою вони помирилися і залишилися друзями. У 1986 році вони залишаються близькими друзями, але їм доводиться менше часу проводити разом, оскільки Лукас грає в баскетбольній команді. Він попередив Дастіна про те, що його товариші по команді шукають Едді та про можливу небезпеку, в якій він опинився, але Дастіна це не занепокоїло, сказавши, що у них є серйозніші проблеми, про які варто хвилюватися. Тут Лукас дізнався, що сутність, відому як «Векна», відповідальна за смерть Кріссі. З цими знаннями Лукас і Дастін зуміли врятувати Макс і разом працювали над розслідуванням Векни. Через два дні вони обидва були засмучені тим, що Макс була у коматозному стані перед тим, як стали свідками початку вторгнення Навивороту.
6. Одинадцять (Од)
Спочатку Лукас підозрював Одинадцять. Хоча Дастін і Майк намагалися стати дружнішими, Лукас тримався від неї на деякій відстані, вважаючи, що вона відволікає увагу від пошуків Вілла. Одинадцять, якій бракувало соціальних навичок і впевненості, не змогла переконати його, що вона справді на їхньому боці. Коли було виявлено, що Одинадцять маніпулювала хлопцями, коли вони шукали Ворота, Лукас розлютився, звинувативши її у зраді.  Однак після того, як він зрозумів, що вона має право тримати хлопців подалі від небезпечних сил у лабораторії Гокінса , його думка про неї змінилася. Після зустрічі дітей Одинадцять і Лукас вибачилися одне перед одним і залишилися дружніми. Через рік після її очевидної смерті Лукас розповів, що вони згадували про неї, коли пізніше виявилося, що вона жива і возз’єдналася з ними.
У 1985 році було показано, що Лукас і Одинадцять все ще залишаються хорошими друзями. У 1986 році Одинадцять і Лукас обійнялися, коли вони возз’єдналися в Хокінсі, і сумно дивилися на Макс, яка перебувала у комі.
7. Макс Мейфілд
Коли містер Кларк познайомив друзів  із Макс Мейфілд, Лукас разом з Дастіном закохуються в Макс. Незважаючи на домовленість зі своїми друзями не розповідати Макс про події та справжні обставини зникнення Вілла в 1983 році, Лукас вирішив зустрітися з Макс біля аркади та розповісти їй усі події минулого року, включаючи Демогоргона та Одинадцять. Однак після того, як Лукас розповів їй, Макс не повірила йому. Пізніше Лукас йде забирати її з будинку, щоб показати їй, що те, що він сказав їй, було правдою, почувши від Дастіна про те, що Д'Артаньян був дитям Демогоргона. Поки вони чекали, Макс пояснила, як на неї вплинули розлучення батьків, повторний шлюб матері та жорстоке поводження її зведеного брата, тоді вона вибачилася перед Лукасом за свою поведінку. Він підбадьорює її, кажучи, що він захоплюється нею. Через місяць, 15 грудня, Лукас, Макс та їхні друзі відвідують Сніжний бал. Лукас просить Макс потанцювати з ним, на що вона погоджується.  Під час танцю вони цілуються, таким чином починаючи романтичні стосунки одне з одним, які були дещо хиткими, і Лукас стверджував, що вони розлучалися і сходилися щонайменше п’ять разів до літа 1985 року. Десь між 1986 роком Макс розлучилася з Лукасом через те, що вона все більше віддалялася після смерті її зведеного брата. Перед весняними канікулами Лукас дав Макс квиток на свою баскетбольну гру в надії, що вона прийде, незважаючи на те, що вона ніколи не проявляла інтересу до перегляду його ігор. Дізнавшись про справжню причину вбивства Хокінса, Лукас висловив своє занепокоєння за Макс, коли вона стала мішенню Векни. Дівчина вирішила написати листи рідним, щоб сказати все те, що вона ніколи не могла сказати вголос. Коли вона передала Лукасу його листа, він зізнався, що не хоче цього листа, і що він був поруч із Макс. Продовжуючи розслідувати Векну, Лукас і Макс почали відновлювати свої стосунки, показуючи, що вони все ще мають романтичні почуття одне до одного. Перед виконанням плану, перебуваючи в Будинку Кріл, Лукас і Макс сказали, що вони щасливі бути в присутності одне одного, і коли Лукас запитав, чи хоче вона піти з ним на фільм, Макс прийняла його запрошення. Незабаром після цього  Лукас тримав її на руках, поки вона повільно вмирала, плакав і благав, щоб вона «протрималася ще трохи», показуючи, наскільки він піклується про неї. Хоча Макс опинилася в коматозному стані, після того як Од повернула її до життя, Лукас залишився дуже засмученим, і хоча він не був упевнений, чи вона коли-небудь прокинеться, він намагався зберегти надію, відвідуючи її в лікарні.
8. Біллі Харгров
Зведений брат Макс, Біллі Харгров, розвинув ненависть до Лукаса за те, що він був поруч із його сестрою, а також за його расу. Незабаром Лукас дізнається про насильство Біллі щодо Макса. Через деякий час Біллі напав на Лукаса за те, що він був із Макс, але Лукас відбив його атаку. Це розлютило Біллі, але Стів Гаррінґтон завадив йому ще більше побити на Лукаса.

## Цікаві факти
1. У оригінальному пілотному сценарії Montauk оригінальне прізвище Лукаса було Конлі. Його ревнощі та злість до Майка та Одинадцяти виникли через невдачу шлюбу його багатих батьків. 
2. У першому сезоні персонаж Лукаса Dungeons & Dragons був лицарем. У другому сезоні він зображував імовірно нового персонажа, який був рейнджером.
3. Одяг Лукаса на тему карате, який він носить, був натхненний фільмом 1984 року The Karate Kid, який любить Макс через те, що їй подобається Ральф Маккіо.
4. У щорічнику середньої школи Хокінса, зазначається, що його кар’єрна мета – «поліцейський детектив вдень, борець зі злочинністю в масках вночі». Його улюблений предмет – історія. Його захопленнями є їзда на велосипеді, гра у відеоігри та стрільба з наручної ракети. Коли він не вчиться, косить газони і заробляє гроші, «як справжній чоловік». Позакласними заходами, які він проводив, були AV Club і Science Fair.
5. Улюблена різдвяна вистава Лукаса — «Як Грінч украв Різдво» .